# Genicanthus personatus

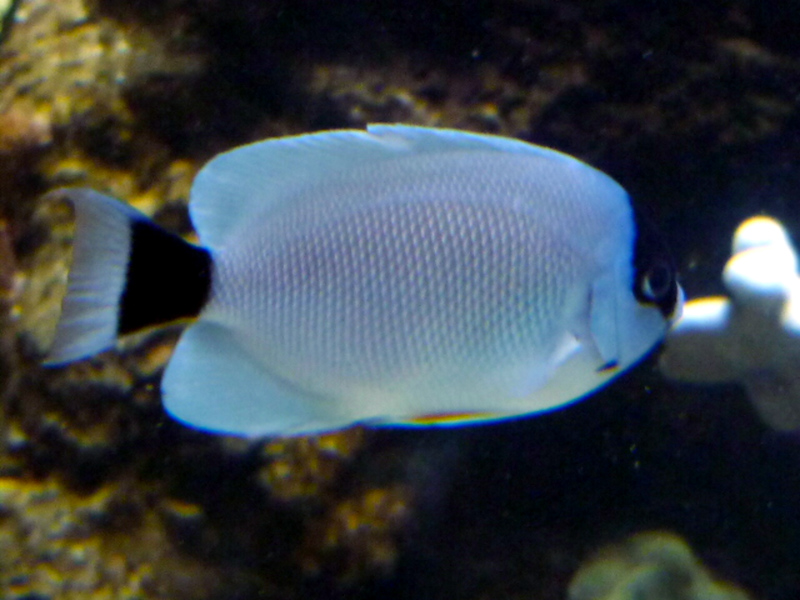
Ejemplar adulto, hembra, en el Waikiki Aquarium, Hawái

Genicanthus personatus es una especie de pez marino perciforme y pomacántido.
Su nombre común en inglés es Masked angelfish, o pez ángel enmascarado.
Es una especie común en Hawái, de dónde es endémica, y con poblaciones estables. Dos tercios de su rango de distribución son áreas marinas protegidas, por lo que su conservación no presenta amenazas.

## Morfología
Es un pez ángel típico, con un cuerpo corto y comprimido lateralmente, y una pequeña boca, con dientes diminutos rematados como cepillos. La aleta caudal está acabada en forma de luna, y los machos adultos desarrollan filamentos en sus ángulos.
De adulto, la coloración varía mucho según el sexo. El macho es blanco perlado, con la base posterior de las aletas dorsal y anal del mismo color, y con unos amplios bordes de éstas en naranja. En la cabeza tiene una mancha naranja distintiva, desde encima de los ojos hasta debajo de la boca. Las aletas pectorales son naranja en la base, y sin color en el margen. Las pélvicas son también naranjas, y la caudal es negra en su parte anterior, y blanco-grisáceo el resto.
Los especímenes hembra tienen la coloración de la cabeza, cuerpo y aletas, de color blanco. Con una mancha negra cubriendo los ojos, hocico y  mentón, pero con los labios blancos. La parte exterior de las aletas pélvicas es naranja, y la parte anterior de la aleta caudal negra.
Los machos, que son mayores que las hembras, miden hasta 21 centímetros de largo.

## Hábitat y comportamiento
Es una especie asociada a arrecifes y clasificada como no migratoria. Común en arrecifes pronunciados exteriores y por debajo de 20 metros de profundidad. Es bento-pelágica, y ocurre tanto en arrecifes rocosos, como en fondos de arena.
Su rango de profundidad es entre 23 y 174 metros.

## Distribución geográfica
Se distribuye en el océano Pacífico, siendo especie endémica del archipiélago de Hawái. Es más abundante en las islas situadas al noroeste del archipiélago.

## Alimentación
El pez ángel enmascarado se alimenta principalmente de algas del género Codium, aunque también come pequeños invertebrados planctónicos y huevos de peces.

## Reproducción
Aunque no hay información disponible sobre su reproducción, esta especie, como toda la familia, es dioica y ovípara. La fertilización es externa.